# I Found Heaven
Singles de Take That
It Only Takes a Minute
(1992) A Million Love Songs
(EP, 1992)
Clip vidéo
[vidéo] « I Found Heaven », sur YouTube
I Found Heaven est une chanson du boys band anglais Take That. Elle est incluse dans leur premier album studio, intitulé Take That & Party et sorti (en Royaume-Uni) le 17 août 1992.
Au début d'août 1992, avant la sortie de l'album, la chanson a été publiée en single.  C'était le quatrième single qui serait inclus dans cet album, après Do What U Like, Promises, Once You've Tasted Love et It Only Takes a Minute.
Le single a débuté à la 16e place du hit-parade britannique (pour la semaine du 9 au 15 août 1992), pointant à la 15e place pour la semaine du 23 au 29 août.